# Aeroportul Coronel FAP Alfredo Mendívil Duarte
Aeroportul Coronel FAP Alfredo Mendívil Duarte (IATA: AYP, ICAO: SPHO) este un aeroport din Ayacucho, Huamanga, Ayacucho, Peru ce deservește zona Ayacucho. Aeroportul a fost tranzitat în 2022 de 312.128 de pasageri.
Situat la o altitudine de 2.718 m, aeroportul dispune de o singură pistă. Este operat de Aeropuertos Andinos del Perú⁠(d).